# Pyraminx Crystal

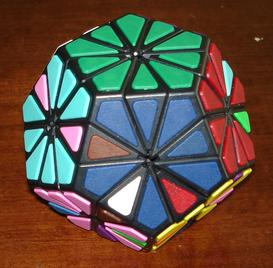
Pyraminx Crystal

Pyraminx Crystal 是一種12軸12面的魔術方塊，其類似五魔方於2008年在Uwe Mèffert的魔方店販售。
要注意Pyraminx Crystal和Pyraminx（金字塔魔方）結構不太一樣，只是都由同一人發明。

## 歷史

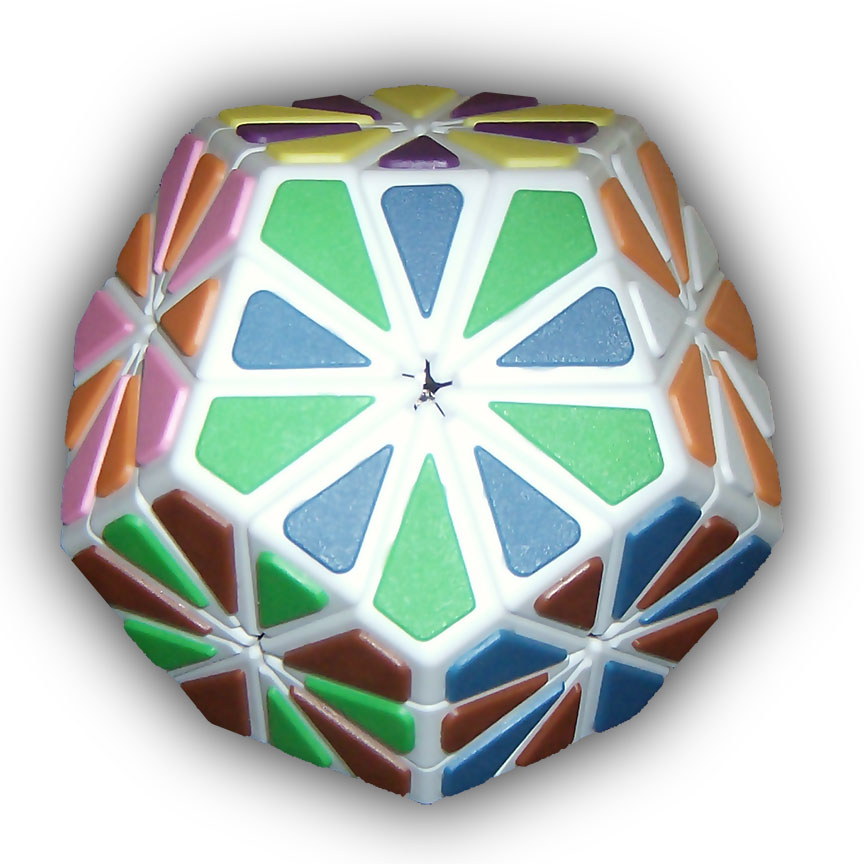
White-bodied Pyraminx Crystal with a star pattern applied to the faces.

1987年7月16日，Pyraminx crystal在歐洲申請專利，專利號DE8707783U
在2007年年底，由於全球的魔方迷的要求，Uwe Mèffert開始製造新魔方。先運於 2008年2月的魔方。有兩個12色的版本，魔方外觀常用黑色底和白色底。
QJ公司在2010年取得非法複製這個魔方Uwe Mèffert的專利，目前將走法律途徑。